# Marie Seiser
Marie Sophie Seiser (* 10. Mai 1986 in Halle (Saale)) ist eine deutsche Schauspielerin.

## Leben
Seiser wuchs auf einem Bauernhof in der Nähe von Halle (Saale) auf. Mit drei Jahren begann sie mit dem Ballettunterricht. Im Schultheater spielte sie, als sie 14 war und wirkte anschließend in einer Improvisationsgruppe für Jugendliche in Rudolstadt mit. Später ist Seiser auch in Theaterprojekte in Halle (Saale) und Eisenach involviert gewesen. 2007 trat sie am Theater in Weimar auf der Bühne auf. Im April 2007 begann Seiser ihre Schauspielausbildung an der Hochschule für Musik und Theater Hamburg, die sie 2011 abschloss.
In der ARD-Familienserie Familie Dr. Kleist spielte Seiser von 2004 bis 2017 die Rolle der Lisa Kleist. Zudem war sie 2006 in der Jugendserie Paulas Sommer zu sehen. Ab 2010 spielte sie im Schauspielhaus Hamburg unter anderem die Amazone in dem Stück Penthesilea von Heinrich von Kleist. Ab 2011 war sie festes Ensemblemitglied am Residenztheater München, seit der Spielzeit 2014/15 ist sie am Deutschen Theater in Göttingen engagiert.
Seiser lebt in Göttingen.

## Filmografie
- 2004–2017: Familie Dr. Kleist (Fernsehserie, 72 Folgen)
- 2007: Paulas Sommer (Fernsehserie)
- 2012: Der Hafenpastor
- 2012: Bumpy Night (Kurzfilm)
- 2015: Take 13 (Kurzfilm)
- 2016: SOKO München (Fernsehserie, Folge: Der Kuss)
- 2019: Der Boden unter den Füßen

## Theater
- 2010–2011: Amazone in Penthesilea, Schauspielhaus Hamburg, Regie: Roger Vontobel
- 2014: Kim in Homo Empathicus, Deutsches Theater Göttingen, Regie: Erich Sidler[8][9]